# Pacific Rugby Premiership 2016
Navigation
P.R.P. 2015 P.R.P. 2017
Le Pacific Rugby Premiership 2016 ou PRP 2016 est la 3e édition de la compétition qui se déroule du 30 janvier au 14 mai 2016. Elle oppose les sept meilleures équipes de la côte Ouest des États-Unis et des États des montagnes.

## Format
Le tournoi se dispute en matchs aller-retour et les 2 premiers se rencontrent à l'occasion d'une finale.

## Liste des équipes en compétition
La compétition oppose pour la saison 2016 les sept équipes suivantes :
| Club                    | Fondé | Stade                             | Ville         |
| ----------------------- | ----- | --------------------------------- | ------------- |
| Belmont Shore           | 1964  | Cal Tate Long Beach               | Long Beach    |
| Denver Barbarians       | 1967  | Infinity Park Rugby               | Glendale      |
| Glendale Raptors        | 2007  | Infinity Park Rugby               | Glendale      |
| Olympic Club Rugby      | 1908  | Gaelic Athletic Association Field | San Francisco |
| OMBAC                   | 1954  | Qualcomm Stadium                  | San Diego     |
| S.F.G.G.                | 1988  | Rocca Field                       | San Francisco |
| Santa Monica Rugby Club | 1972  | Webster Field                     | Los Angeles   |

## Phase régulière

### Classement
| Rang | Club              | J  | V  | N | D  | Bo | Bd | Pm  | Pe  | Diff | Pts |
| ---- | ----------------- | -- | -- | - | -- | -- | -- | --- | --- | ---- | --- |
| 1    | Glendale Raptors  | 12 | 10 | 0 | 2  | 10 | 0  | 520 | 178 | +342 | 50  |
| 2    | S.F.G.G.          | 12 | 9  | 0 | 3  | 11 | 0  | 450 | 200 | +250 | 47  |
| 3    | OMBAC             | 12 | 9  | 0 | 3  | 9  | 0  | 430 | 204 | +226 | 45  |
| 4    | Belmont Shore     | 12 | 7  | 0 | 5  | 4  | 0  | 320 | 284 | +36  | 32  |
| 5    | Olympic Club      | 12 | 2  | 1 | 9  | 3  | 0  | 193 | 437 | -244 | 13  |
| 6    | Denver Barbarians | 12 | 2  | 1 | 9  | 1  | 0  | 164 | 392 | -228 | 11  |
| 7    | Santa Monica      | 12 | 2  | 0 | 10 | 3  | 0  | 183 | 565 | -382 | 11  |

|  | Qualifiés pour la finale (no 1, no 2). |

Attribution des points : victoire sur tapis vert : 5, victoire : 3, match nul : 2, défaite : 0, forfait : -2 ; plus les bonus (offensif : 4 essais marqués ; défensif : défaite par 7 points d'écart maximum).

## Finale
| 14 mai 2016 | Glendale Raptors                                                                                       | 44 - 20 | S.F.G.G.                                                                    | Infinity Park, Glendale (Colorado) |
| 14 mai 2016 | Essai(s) : Croy (2), Peens, Knoetze, Fa'amausili Transformation(s) : Peens (5) Pénalité(s) : Peens (3) |         | Essai(s) : Daly, Puly Transformation(s) : Curry (2) Pénalité(s) : Enosa (2) | Infinity Park, Glendale (Colorado) |
| 14 mai 2016 | |         |                                                                             | Infinity Park, Glendale (Colorado) |

## Vainqueur
| Entraîneur | Entraîneur             | Andre Snyman                                                |
| Avants     | Pilier                 | L. White, J. Peko, G. Tsverava, Ch. Hathaway, J. Del Bozque |
| Avants     | Talonneur              | M. Godfrey, Z. Fenoglio                                     |
| Avants     | Deuxième ligne         | N. Raymond, D. Hardy, C. Wiessing, C. Rock, A. Whaley       |
| Avants     | Troisième ligne aile   | P. Dahl, P. Doyle                                           |
| Avants     | Troisième ligne centre | Z. Pauga                                                    |
| Arrières   | Demi de mêlée          | C. Miller, M. Timoteo                                       |
| Arrières   | Demi d'ouverture       | N. Fa'amatuainu, D. Reed                                    |
| Arrières   | Centre                 | J. Pauga, J. Barry, C. Sarmento, A. Peens, B. Wanless       |
| Arrières   | Ailier                 | M. Statler, J. Ryberg                                       |
| Arrières   | Arrière                | D. Croy, S. Mills, M. Knoetze, D. Papike, I. Fa'amusili     |